# Mecanismo de Coleman-Weinberg
El modelo de Coleman–Weinberg representa un modelo de la electrodinámica cuántica de un campo escalar en cuatro dimensiones. El lagrangiano para el modelo es
{\displaystyle L=-{\frac {1}{4}}(F_{\mu \nu })^{2}+(D_{\mu }\phi )^{2}-m^{2}\phi ^{2}-{\frac {\lambda }{6}}\phi ^{4}}
donde el campo escalar es complejo,  {\displaystyle F_{\mu \nu }=\partial _{\mu }A_{\nu }-\partial _{\nu }A_{\mu }} es el tensor de campo electromagnético, y {\displaystyle D_{\mu }=\partial _{\mu }-(e/\hbar c)A_{\mu }} la derivada covariante que contiene el acoplamiento {\displaystyle e} con el campo electromagnético. 
Se asume que {\displaystyle \lambda } es no-negativo. Entonces si el término de masa es taquiónico {\displaystyle m^{2}<0}, hay una ruptura espontánea de simetría gauge a energías bajas, una variante del mecanismo de Higgs. Por otro lado, si la masa al cuadrado es positiva {\displaystyle m^{2}>0}, el valor esperado en el vacío del campo {\displaystyle \phi } es cero. En el nivel clásico, esto último es cierto también si {\displaystyle m^{2}=0}. Aun así, como demostraron Sidney Coleman y Erick Weinberg incluso si la masa renormalizada es cero, existe ruptura espontánea de la simetría debido a las correcciones radiativas (esto introduce una escala de masa a una teoría conforme clásicamente - el modelo tiene una anomalía conforme).
Lo mismo puede pasar en otras teorías gauge. En la fase rota las fluctuaciones del campo escalar {\displaystyle \phi } se manifestarán como bosones de Higgs naturalmente ligeros, de hecho incluso demasiado ligeros para explicar la ruptura de simetría electrodébil en el modelo mínimo - mucho más ligeros que los bosones vectoriales. Hay modelos no mínimos que dan unos escenarios más realistas. También se propusieron variaciones de este mecanismo para hipotéticas rupturas espontáneas de la simetría incluyendo supersimetría.
Equivalentemente se puede decir que el modelo posee una transición de fase de primer orden como función de {\displaystyle m^{2}}. El modelo es el equivalente en cuatro dimensiones de la teoría de Ginzburg–Landau empleada para explicar las propiedades de los superconductores cerca de la transición de fase.